# Рованион
Рованион (англ. Rhovanion) — в легендариуме Дж. Р. Р. Толкина большая географическая область на севере Средиземья (иначе называется Глухомань, Дикие Земли или Пустоземье). Земли Рованиона распространяются на восток от Лихолесья до внутреннего моря Рун, на севере простираются от Серых гор до Железных Холмов (обитель гномов), на западе граница проходит возле Хитаэглир (Hithaeglir, синд. «гряда туманных пиков», иначе Мглистые горы), а на юге ограничена линией, образованной реками Limlight (Снежница), Андуином, горами Эмин Муил (Emyn Muil), Дагорладом (Dagorlad) и Эред Литуи (Ered Lithui).
Основными реками Рованиона являются Андуин (или Великая река, или Андуин Великий), реки Келдуин (или Бегущая, Быстринка) и Карнен или Красная Вода. Достопримечательностями Рованиона являются леса Лихолесья, большое озеро Эсгарот и Одинокая гора.

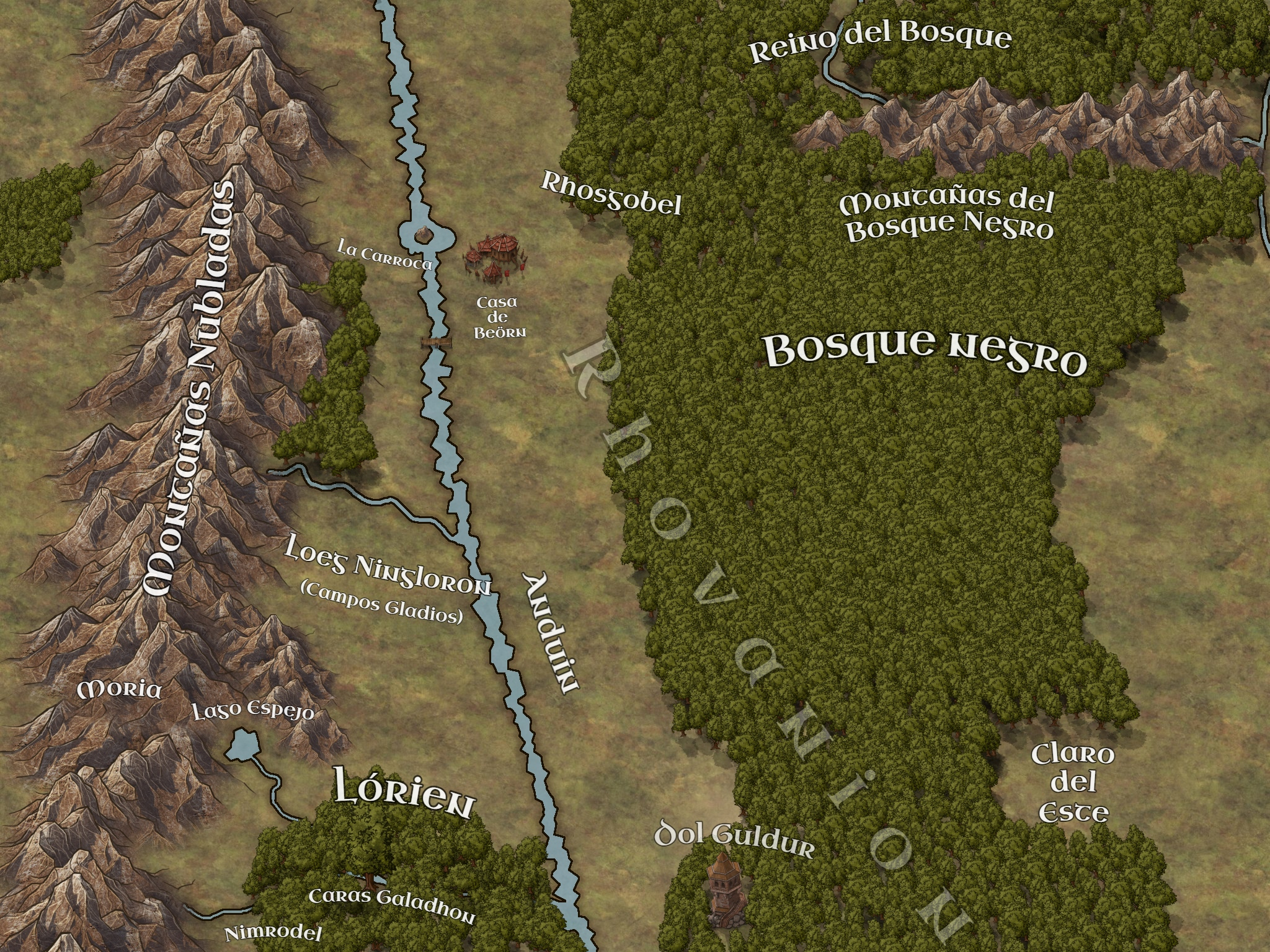
Карта региона Рованион

## История Рованиона

### Рованион в Первой Эпохе
Вначале через Рованион прошли эльфы в Первую Эпоху во время Великого Похода.
Хронология дана в годах Деревьев Первой Эпохи:
- 4605 — Великий Поход Эльфов: Эльфы отправляются в Аман (но не все отвечают на призыв).
- 4615 — Эльфы достигают Великой Реки, которая позже будет названа Андуин.

Группа Тэлери под руководством Ленвэ отказывается от перехода через Андуин и дальнейшего похода и уходит вниз по Реке, становясь Нандор. Рованион частично заселён Эльдалиэ, отдельные отряды Нандор продвигаются вниз по течению Андуина, выходят к будущему заливу Белфалас, на побережье океана Белегаэр.

### Рованион во Второй Эпохе
Орофер и Амдир, стоящие во главе синдар, создают два государства лесных эльфов: Лесное Княжество (англ. The Woodland Realm) в Великом Зеленолесье (англ. Greenwood the Great) со столицей Амон Ланк на восточном берегу Андуина и Линдоринанд, позже известный как Лаурелиндоренан или Лориэн между хребтом Хитаэглир (Мглистые горы) и Андуином к западу.

#### Основные события
- 1200 — Галадриэль налаживает дипломатические отношения с княжеством эльфов-нандор Лоринанд и высаживает первый маллорн.
- ок. 1350 — Келеборн и Галадриэль с их дочерью Келебриан эмигрируют из Эрегиона в Лориэн.
- ок. 1400 — Лоринанд переименован в Лотлориэн.
- 3434 — Объединённая армия людей и эльфов (Последний Союз эльфов и людей) разгромила войска Саурона на поле Дагорлад[3].

### Рованион в Третью Эпоху
Когда Орофер и Амдир погибли в ходе борьбы против Саурона в конце Второй Эпохи, их владения на севере и юге Великой Пущи были переданы их сыновьям Трандуилу и Амроту.
Начиная с 490 г. Т. Э. из-за моря Рун на области Рованиона стали нападать истерлинги. Около 1000 г. Т. Э. в Великую Пущу вторгся Саурон и воздвиг свою крепость Дол Гулдур возле Андуина, в южной части Великого Леса. С этого момента некогда солнечная и светлая Древлепуща стала погружаться во тьму и зло, и в конце концов становится известной как Лихолесье. Хоббиты, жившие вдоль Андуина, начали переселяться через Мглистые горы, спасаясь от зла Глухоманья, хотя некоторые остались в Ирисной Низине (Gladden Fields) на протяжении многих лет.
Дагорлад (Dagorlad, «поле брани», синдарин) — поле великой битвы Последнего Союза эльфов и людей против Саурона, располагается на юге Рованиона, а в Ирисной Низине (англ. Gladden Fields) Великой реки был убит Исилдур, сын Элендила, король Гондора и Арнора.
В Третью Эпоху в Рованион перешли северные народы и их предводители, ранее живущие в долинах Андуина, возле Великого Леса и в степных равнинах. В 1250 г. Т. Э. один из предводителей, Видугавия (Vidugavia, «лесной житель»), провозгласил себя «королём Рованиона», хотя его владения лежали только между Лихолесьем и рекой Бегущей. Видугавия вступил в союз с Гондором (который присоединил к себе большую часть южных земель Рованиона), а его дочь Видумави (Vidumavi, «лесная дева») вышла замуж за Валакара, короля Гондора. Потом их сын, внук Видугавии Винитария (Vinitharya) стал королём Гондора, известным, как Эльдакар (Eldacar) в 1432 г. Т. Э.
В 1636 году Третьей эпохи на Средиземье обрушилась Великая Чума (англ. Great Plague) — моровое поветрие, не обошедшее и Рованион. Умерло почти половина населения и полегла половина скота. А в 1851 г. Т. Э. с востока пришли кибитники (англ. Wainriders, букв. — «возничие», союз племён истерлингов-кочевников) и напали на население Рованиона, большую часть его истребив, а остаток обратив в рабство. Гондор заблокировал их натиск на восточной границе, на берегу Андуина. Примерно в это время на западе, из беженцев, спасшихся от кибитников, в нижней долинах Андуина, образовалось племя Эотеод (Éothéod, «коневоды»). Восстание против кибитников было подавлено в 1899 г. Т. Э. Когда же кибитники были, наконец, разбиты армией Гондора и северянами Эотеода в 1944 г. Т. Э., восточный Рованион был так измучен потрясениями, что в дальнейшей истории Третьей Эпохи оказывает лишь незначительное влияние на жизнь в Средиземье.
Появление Балрога в Мории (1971 г. Т. Э.) и поражение Ангмара на западе (1975 г. Т. Э.) вызвало ряд изменений в западном Рованионе. Гномы оставили Морию и многие эльфы хотели покинуть  Лориэн, но после смерти Амрота Галадриэль и Келеборн вернулись править Лориэном. Эотеод перекочевал на север, в территории, ранее находившихся под контролем Ангмаром, близ истока Андуина (1977), гномы из Мории основали в 1999 г. Третьей Эпохи своё первое Королевство-под-Горой в Эреборе, а затем в 2590 г. Т. Э. к ним присоединились гномы с Серых гор. Приблизительно в это же время неподалёку от Эребора появилось королевство людей — Дейл.
Далее на помощь Гондору в 2510 г. Т. Э. двинулся на юг Рованиона Эотеод, обустраиваясь на равнинах Каленардона (Calenardhon, «зелёный край» с синдарина), позже получивший название Рохан. Когда в 2770 году Т. Э. дракон Смауг напал на Эребор, обитавшие в нём гномы и жители Дейла были уничтожены и рассеяны. Примерно в это же время (а возможно, и раньше) к югу от Эребора на озере Эсгарот вырос Озёрный город, а люди, в частности, беорнинги, по-прежнему жили по всему лесу.
Несмотря на все потрясения, этот более поздний период упоминается в «Хоббите» как время процветания. До своего уничтожения Смаугом Королевство-под-Горой стало сказочно богатым благодаря тесной торговле с людьми и гномами по всему Рованиону. Но и после его уничтожения эльфы Трандуила и люди Озёрного города совершали торговлю по реке Келдуин, а также с землей Дорвинион. Дорвинион располагался вдоль реки Келдуин до её впадения в море Рун и являлся источником изысканного вина, высоко оцениваемого Трандуилом.
К концу Третьей эпохи, после смерти Смауга и окончания Битвы Пяти Воинств, Эребор и Дейл были восстановлены; Саурон тем временем отступил из Лихолесья в Мордор. Во время Войны за Кольцо эльфы , гномы  и люди Рованиона сдерживали вторжения сил Саурона, и после их поражения Лихолесье было очищено и переименовано в Эрин Ласгален (Eryn Lasgalen или Лес Зелёной Листвы).

### Рованион в Четвёртую Эпоху
После разрушения Дол Гулдура Лихолесье было очищено от зла и переименовано в Зеленолесье (синд. Эрин Ласгален).
В начале Четвёртой Эпохи к территории Лориэна была присоединена южная часть Великого Зеленолесья, после отплытия Галадриэль в Валинор Келеборн ушёл с оставшимися эльфами на правый берег Андуина, где на землях, окружающих Амон Ланк, был основан Восточный Лориэн.
К 121 году Четвёртой Эпохи Лориэн на правом берегу Андуина был полностью заброшен и более не существовал как населённая область. На севере и юге Зеленолесья располагались княжества Трандуила и Келеборна, центральная часть Зеленолесья принадлежала людям (Беорнинги).
На юге Рованиона располагались лес Фангорн и Ортханский сад (Treegarth of Orthanc) на месте крепости Изенгард, населённые энтами.

## Королевство Рованион
Королевство людей Рованион стало известно в середине 1200-х гг. Третьей Эпохи, когда Миналькар (англ. Minalcar) был регентом Гондора у своего дяди, короля Гондора Атанатара II Алькарина Славного (англ. Atanatar II Alcarin The Glorious). Примерно в это время Видугавия, «самый могущественный из северных князей», называл себя королём Рованиона, хотя он управлял землями, лежащими только между Лихолесьем и рекой Бегущей. Миналькар, командуя объединёнными войсками Гондора, Видугавии и северян в 1248 году Третьей Эпохи, наголову разбил истерлингов.
Таким образом Видугавия стал союзником Гондора, и в 1250 году Т. Э. Миналькар послал своего сына Валакара (англ. Valacar) послом к Видугавии. Но Валакар, приняв культуру Севера, которая в его глазах была «намного лучше дворцового этикета», женился на дочери Видугавии — Видумави (англ. Vidumavi), а их сын Винитария (англ. Vinitharya) пользовался большой популярностью среди северян.
Когда Миналькар взошёл на трон Гондора под именем Ромендакила II (англ. Rómendacil), Валакар стал наследником престола. Сын Валакара (Винитария, известный в Гондоре как Эльдакар), будучи человеком смешанного происхождения, стал предметом спора: многие не были готовы, что их королём будет человек, у которого «нуменорская» кровь была смешана с кровью «низшей» расы (что само по себе уже оскорбление), и многие опасались, что его век окажется недолгим (как род его матери, по сравнению с дунаданами Гондора). Это привело к началу Первого бедствия Гондора — Распре Родичей (англ. Kin-strife), кровавой гражданской войне, в ходе которой правящая династия  была почти истреблена, много нуменорцев и северян было убито а сторонники Кастамира захватили флот и обосновавшись в Умбаре стали постоянной угрозой побережью.
В «Неоконченных преданиях Нуменора и Средиземья» Толкин немного дополняет историю королевства Рованион, упоминая о ранней судьбе Эотеода (англ. Éothéod): северяне в этой области были разбиты. В 1851 году на Равнине Битв (англ. Battle Plain) Дагорлада состоялось сражение Гондора и северян против кибитников; в ней пали король Гондора Нармасил (англ. Narmacil) II и северянин Мархари (англ. Marhari), потомок Видугавии. Толкин, однако, не называет Мархари «королём», то есть прямых доказательств, что к тому моменту королевство Рованион продолжало существовать, нет.
Разгромленные остатки армии Рованиона стали основой для образования племени Эотеода на другой стороне Лихолесья в нижних долинах Андуина, под руководством Марвини (англ. Marwhini, сына Мархари). Гораздо позже история Дома Эорла была рассказана в приложении к «Властелину колец», где утверждается, что «род Эорла (англ. Eorl) вёл происхождение от короля Рованиона, который лежал за пределами области Лихолесья до вторжения кибитников, и поэтому считали себя родственниками королей Гондора — потомками Эльдакара». Толкин не указывает, осуществилось ли это родство через Марвини и Мархари или они были упомянуты как военачальники северян.